# Grigori Iwanowitsch Spasski

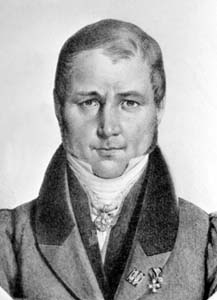
Grigori Iwanowitsch Spasski

Grigori Iwanowitsch Spasski (russisch Григорий Иванович Спасский; * 1783 in Jegorjewsk, Gouvernement Rjasan; † 29. Apriljul. / 11. Mai 1864greg. in Moskau) war ein russischer Historiker.

## Leben
Spasski war der Sohn eines Priesters und besuchte das Kolomnaer Geistliche Seminar. Als 1799 das Seminar wegen Auflösung der Eparchie Kolomna nach Tula verlegt wurde, trat Spasski in den Dienst des Moskauer Ujesd-Gerichts.
Spasski ging 1800 nach St. Petersburg und diente in der Kanzlei des (staatlichen) Bergkollegiums. Er besuchte öffentliche Vorträge der Akademie der Wissenschaften und trat im März 1802 in die Freie Gesellschaft der Freunde der Wissenschaft, Literatur und Kunst ein.
Der Gouverneur Wassili Chwostow des 1804 zu gründenden Gouvernements Tomsk wählte 1803 Spasski und weitere Beamte für die dortige Verwaltung aus. Spasski arbeitete in Krasnojarsk und Kusnezk. 1805 nahm er an Juri Golowkins Gesandtschaft nach China teil. Ab Mai 1806 arbeitete er am Bijsker Ujesd-Gericht. 1807 wurde er Kusnezker Semstwo-Verwalter.
Auf eigenen Wunsch kam Spasski 1809 zu den Kolywanka-Woskressenski-Hüttenwerken, wo er nun statt eines Gouvernementssekretärs (12. Rangklasse) ein (gleichrangiger) Berggeschworener war. Ab 1812 arbeitete er im Bergwerk Smeinogorsk. Er sammelte umfangreiches Material zur Geschichte, Archäologie, Ethnographie, Natur und Epigraphik Sibiriens. Seine große Sammlung zur Archäologie wird im Historischen Museum in Moskau aufbewahrt. 1817 begleitete er eine Silber-Karawane nach St. Petersburg. Dort wurde er in die Bergexpedition des Kaiserlichen Kabinetts berufen.
Mit dem Dichter Wassili Dmitrijew gründete Spasski die erste russische Heimatkunde-Zeitschrift Sibirski Westnik, der 1825–1827 der Asiatski Westnik war und in dem Informationen zur Geschichte Sibiriens und des Altai sowie Chroniken und Reiseberichte veröffentlicht wurden.
Spasski wurde 1835 Leiter  der Salzindustrie auf der Krim. Er führte dazu Forschungen durch. 1838 setzte er sich als Oberberghauptmann zur Ruhe und ließ sich in Moskau nieder. Er verfasste ein Berglexikon über die Bergbauindustrieproduktion des 18. Jahrhunderts und der 1. Hälfte des 19. Jahrhunderts.
Spasski war Korrespondierendes Mitglied der Akademie der Wissenschaften (seit 1810) sowie Mitglied der Archäologisch-Numismatischen Gesellschaft, der Russischen Geographischen Gesellschaft und der Gesellschaft für Geschichte und russische Altertümer. Nikolai Karamsin benutzte für seine Geschichte des russischen Staates sibirische Chroniken aus Spasskis persönlichem Archiv. Alexander Puschkin bat Spasski um Material zur Geschichte Jemeljan Pugatschows. Mit Pjotr Frolow war er aufgrund ihres gemeinsamen Interesses an der Kulturgeschichte Sibiriens freundschaftlich verbunden.